# Moldova a 2019-es rövid pályás úszó-Európa-bajnokságon
Moldova a skóciai Glasgow-ban megrendezett 2019-es rövid pályás úszó-Európa-bajnokság egyik részt vevő nemzete volt, melyen három férfi és két női sportolóval képviseltette magát.

## Eredmények

### Férfi
| Versenyző          | Versenyszám    | Előfutam | Előfutam | Előfutam | Elődöntő | Elődöntő | Elődöntő | Döntő   | Döntő    |
| Versenyző          | Versenyszám    | Idő      | Hely.    | Össz.    | Idő      | Hely.    | Össz.    | Idő     | Helyezés |
| ------------------ | -------------- | -------- | -------- | -------- | -------- | -------- | -------- | ------- | -------- |
| Nichita Bortnicov  | 200 m gyors    | 1:53,28  | 4.       | 53.      |          |          |          | kiesett | kiesett  |
| Nichita Bortnicov  | 100 m pillangó | 56,81    | 7.       | 58.      | kiesett  | kiesett  | kiesett  | kiesett | kiesett  |
| Nichita Bortnicov  | 200 m pillangó | 2:10,71  | 9.       | 40.      |          |          |          | kiesett | kiesett  |
| Nichita Bortnicov  | 200 m vegyes   | 2:06,81  | 2.       | 51.      |          |          |          | kiesett | kiesett  |
| Constantin Malachi | 50 m gyors     | 22,68    | 3.       | =62.     | kiesett  | kiesett  | kiesett  | kiesett | kiesett  |
| Constantin Malachi | 100 m gyors    | 49,89    | 6.       | 62.      | kiesett  | kiesett  | kiesett  | kiesett | kiesett  |
| Constantin Malachi | 100 m mell     | 1:02,11  | 3.       | 41.      | kiesett  | kiesett  | kiesett  | kiesett | kiesett  |
| Dan Siminel        | 50 m gyors     | 23,76    | 6.       | 65.      | kiesett  | kiesett  | kiesett  | kiesett | kiesett  |
| Dan Siminel        | 100 m gyors    | 52,17    | 8.       | 70.      | kiesett  | kiesett  | kiesett  | kiesett | kiesett  |

____
= – egy másik versenyzővel azonos eredményt ért el

### Női
| Versenyző        | Versenyszám | Előfutam | Előfutam | Előfutam | Elődöntő | Elődöntő | Elődöntő | Döntő   | Döntő    |
| Versenyző        | Versenyszám | Idő      | Hely.    | Össz.    | Idő      | Hely.    | Össz.    | Idő     | Helyezés |
| ---------------- | ----------- | -------- | -------- | -------- | -------- | -------- | -------- | ------- | -------- |
| Tatiana Chișca   | 50 m mell   | 30,69    | 6.       | 17.      | 30,57    | =7.      | =12.     | kiesett | kiesett  |
| Tatiana Chișca   | 100 m mell  | 1:08,56  | 10.      | 38.      | kiesett  | kiesett  | kiesett  | kiesett | kiesett  |
| Tatiana Chișca   | 200 m mell  | 2:36,53  | 4.       | 43.      |          |          |          | kiesett | kiesett  |
| Tatiana Salcuțan | 100 m gyors | 58,48    | 1.       | 59.      | kiesett  | kiesett  | kiesett  | kiesett | kiesett  |
| Tatiana Salcuțan | 50 m hát    | 28,94    | 3.       | 29.      | kiesett  | kiesett  | kiesett  | kiesett | kiesett  |
| Tatiana Salcuțan | 100 m hát   | 1:00,66  | 1.       | 26.      | kiesett  | kiesett  | kiesett  | kiesett | kiesett  |
| Tatiana Salcuțan | 200 m hát   | 2:08,16  | 5.       | 13.      |          |          |          | kiesett | kiesett  |

____
= – egy másik versenyzővel azonos eredményt ért el

### Vegyes számok
| Versenyző                                                      | Versenyszám    | Előfutam | Előfutam | Előfutam | Elődöntő | Elődöntő | Elődöntő | Döntő   | Döntő    |
| Versenyző                                                      | Versenyszám    | Idő      | Hely.    | Össz.    | Idő      | Hely.    | Össz.    | Idő     | Helyezés |
| -------------------------------------------------------------- | -------------- | -------- | -------- | -------- | -------- | -------- | -------- | ------- | -------- |
| Constantin Malachi Dan Siminel Tatiana Salcuțan Tatiana Chișca | 4 × 50 m gyors | 1:39,89  | 9.       | 17.      |          |          |          | kiesett | kiesett  |